# Reigoldswil
Reigoldswil (schweizerdeutsch: Reigetschwyl) ist eine politische Gemeinde im Bezirk Waldenburg des Kantons Basel-Landschaft in der Schweiz. Sie ist der hinterste Ort im Tal der hinteren Frenke.

## Geographie
Das Gemeindegebiet von Reigoldswil erstreckt sich über Tal- und Berglandschaften auf einer Höhenlage von 470 bis 1161 Metern (am Schattberg im Passwangmassiv). Die Bergstation der Wasserfallenbahn und der höchste Punkt des Kantons Baselland – die Hinteri Egg – befinden sich jedoch auf Gebiet der Nachbargemeinde Waldenburg, welche im Südosten angrenzt. Weitere Nachbargemeinden sind Liedertswil und Titterten im Osten, Arboldswil im Nordosten, Ziefen und Seewen SO im Norden, Bretzwil im Westen, Lauwil im Südwesten und Mümliswil-Ramiswil im Süden. Durch die Grenzen zu Seewen und Mümliswil-Ramiswil grenzt Reigoldswil an den Kanton Solothurn.

## Geschichte

Historisches Luftbild von Werner Friedli von 1967, Bildarchiv der ETH-Bibliothek

Die älteste schriftliche Erwähnung von Reigoldswil stammt aus dem Jahre 1152. König Friedrich I. nahm das Kloster Beinwil in seinen Schutz und bestätigte ihm alle Besitzungen, darunter ein Eigengut in Rigoldswilre. Ab 1529 traten die Bewohner des Frenkentals zum reformierten Glauben über. 1832 wurde es Teil des Kantons Basel-Landschaft.
Als im Raum Basel Seidenbandweberei als Heimarbeit eingeführt wurde, standen auch in Reigoldswil zahlreiche Posamenter-Webstühle. Die Abhängigkeit von den «Seidenbandherren» führte zu einer wirtschaftlich einseitigen Orientierung nach der Stadt Basel. Im Zuge der Weltwirtschaftskrise kam die Seidenband-Heimarbeit rasch zum Erliegen. Der letzte Webstuhl wurde 1977 aufgegeben. Als neuer Wirtschaftsfaktor siedelten sich im Oberbaselbiet mittelständische Betriebe an, und der Tages-Tourismus wurde entdeckt.

## Name
Reigoldswil ist ein zusammengesetzter ‑wil-Name. Im ersten Glied steckt der altdeutsche Personenname Rigold oder Regold. Das ‑wil ist eine verkürzte Form des frankoromanischen villare, was ‹zum Gutshof gehörig› bedeutet. Reigoldswil bedeutet demzufolge: ‹Bei Rigolds/Regolds Gehöft›.
In der Schweiz enden viele Ortsnamen mit ‑wil. Varianten sind ‑willer in Frankreich und ‑wihl, ‑weil oder ‑weiler in Süddeutschland und Österreich.

## Politik
Der Gemeinderat (Exekutive) besteht aus fünf Stimmberechtigten. Gemeindepräsident (2024–2028) ist Fritz Sutter (parteilos, Stand 2025).
Bei den Schweizer Parlamentswahlen 2023 betrugen die Wähleranteile in Reigoldswil: SVP 35,3 % (2019 28,6 %), SP 26,1 % (26,5 %), Grüne 10,0 % (17,5 %), FDP 7,9 % (11,7 %), EVP 6,7 % (7,2 %), Mitte 6,2 % (4,9 %), glp 4,8 % (3,5 %), EDU 1,3 % (–).

## Verkehr
Die Gemeinde wurde schon Anfang des 20. Jahrhunderts durch die erste konzessionierte Buslinie der Schweiz durch die AAGL mit der Kantonshauptstadt Liestal verbunden.
Reigoldswil ist als Talstation der Wasserfallenbahn (Gondelbahn) und dank seiner guten Anbindung an das öffentliche Verkehrsnetz ein beliebter Startort für Tagesausflüge. Bei der Bergstation gibt es für Familien diverse Freizeitangebote, darunter einen Seilpark.
1875 scheiterte das Eisenbahnprojekt Wasserfallen der Schweizerischen Centralbahn nach einem Jahr Bauzeit. Das Kernstück des Projekts einer direkten Eisenbahnlinie von Bern nach Basel wäre ein 4185 Meter langer Eisenbahntunnel zwischen Reigoldswil und dem solothurnischen Mümliswil geworden. Vom Bahnbau ist noch ein 250 m langes Trassee in Reigoldswil vorhanden, auf dem sich nun die Talstation der Gondelbahn auf die Wasserfallen und deren Parkplatz befindet. Bei der Talstation der Gondelbahn ist das Mundloch des noch erhaltenen, 80 Meter langen Voreinschnittsstollens sichtbar. Südlich der Talstation befinden sich beim «Chilchli» sichtbare Spuren des Abbaus des Voreinschnitts. Die drei zugeschütteten Schächte auf Reigoldswiler Seite sind im Gelände noch sichtbar. Beim Portalschacht Nr. 1 befindet sich heute, direkt unter der Linienführung der Gondelbahn, eine begrünte Abfalldeponie, die gemäss Luftbildern in den 1960er Jahren noch in Betrieb gewesen ist. In geringer Entfernung vom Hauptschacht Nr. 3, der sich in einem Waldstück unterhalb der bekannten Wasserfälle befindet, liegt das Waibel-Loch. Dabei handelt es sich um einen kurzen Stollen, der Anfang des 19. Jahrhunderts ausgebrochen wurde, um Kohle zu finden. Später diente dieser Stollen als Dynamit-Lager für den Eisenbahnbau.

## Sehenswürdigkeiten
- Ruine Rifenstein
- Wander- und Erholungsgebiet Wasserfallen
- Dorfmuseum «zum Feld»
- Höhle zur Wasserfallen

## Partnergemeinden
Reigoldswil pflegt partnerschaftliche Beziehungen zur deutschen Gemeinde Bad Bellingen am südlichen Oberrhein und zur elsässischen Gemeinde Petit-Landau.

## Persönlichkeiten
- Jakob Probst (1880–1966), Bildhauer
- Ernst Lotz (1862–1947), Pfarrer
- Paul Suter (1899–1989), Lehrer und Heimatforscher
- Gustav Schneider (1868–1932), Händler und Politiker
- Max Schneider (1916–2010), Architekt und Zeichner
- Jakob Schweizer (1836–1913), Uhrmacher, Erfinder, Maschinenkonstrukteur und Unternehmer
- Michael Herrmann (* 1973), Politiker (FDP)
- Dominik Muheim (* 1992), Erzähler, Slam-Poet und Kabarettist